# Aidlingen
Aidlingen ist eine Gemeinde im Landkreis Böblingen in Baden-Württemberg.

## Geographie

### Lage
Aidlingen liegt im Heckengäu und wird vom Bach Aid, entstanden aus Aisch (Sau) aus Dachtel sowie Irm aus Gechingen durchflossen.

### Gemeindegliederung
Das heutige Gemeindegebiet entstand durch Eingliederung der zuvor selbstständigen Gemeinden Dachtel und Deufringen nach Aidlingen im Jahr 1971.
In der Hauptsatzung der Gemeinde Aidlingen sind die vier Ortsteile Aidlingen, Dachtel, Deufringen und Lehenweiler ausgewiesen. Diese vier Ortsteile bilden Wohnbezirke im Rahmen der Unechten Teilortswahl. Die Ortsteile Dachtel und Deufringen bilden zugleich Ortschaften im Sinne der baden-württembergischen Gemeindeordnung mit jeweils eigenem Ortschaftsrat und Ortsvorsteher.
- Zur Gemeinde Aidlingen in den Grenzen vom 31. August 1971 gehören das Dorf Aidlingen und die Orte Kirchtalhof, Kühneberg, Lehenweiler, Lindenhof und Würmtalhof sowie die abgegangenen Ortschaften Laiddorf (?), Himburg und Pfanneburg.
- Zur ehemaligen Gemeinde Dachtel gehört das Dorf Dachtel
- Zur ehemaligen Gemeinde Deufringen gehört das Dorf Deufringen sowie die abgegangenen Ortschaften Brunnhalden und Sighartstal.[3]

### Schutzgebiete
In Aidlingen gibt es die drei Naturschutzgebiete Kasparsbrunnen-Ried-Binn, Venusberg-Wolfsäcker-Besental/Halde und Storrenberg. Diese sind eingebettet in das Landschaftsschutzgebiet Aidlingen und sind Bestandteil des FFH-Gebiets Gäulandschaft an der Würm. Im Osten befindet sich zudem der Schonwald Schelmenwasen.

## Geschichte

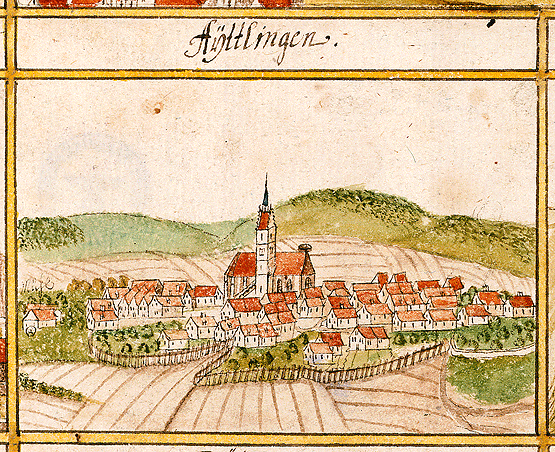
Aidlingen 1681, Forstlagerbuch von Andreas Kieser

### Mittelalter und frühe Neuzeit
Im Ortsteil Aidlingen hatte 843 das Kloster Reichenau Besitz. Es verkaufte Fronhof und Kirchensatz 1355 an die Herren von Bondorf, die beides wiederum 1365 den Grafen von Württemberg überließen, die im 14. Jahrhundert auch den Anteil der Pfalzgrafen von Tübingen erwarben. Seither gehörte Aidlingen zum württembergischen Amt Böblingen. Dienstleute der Pfalzgrafen saßen als Ortsadlige in Aidlingen. Die Nikolaikirche erbaute 1470 Aberlin Jörg als Wehrkirche in beherrschender Höhe. Den alten Ortsbereich bestimmen heute noch Fachwerkhäuser des 17. und 18. Jahrhunderts. 1709 gründeten zwei ehemalige Gardereiter des Herzogs Eberhard Ludwig den Ort Lehenweiler im Norden der Aidlinger Markung.

### Von der Gründung des Königreichs Württemberg bis zur NS-Zeit

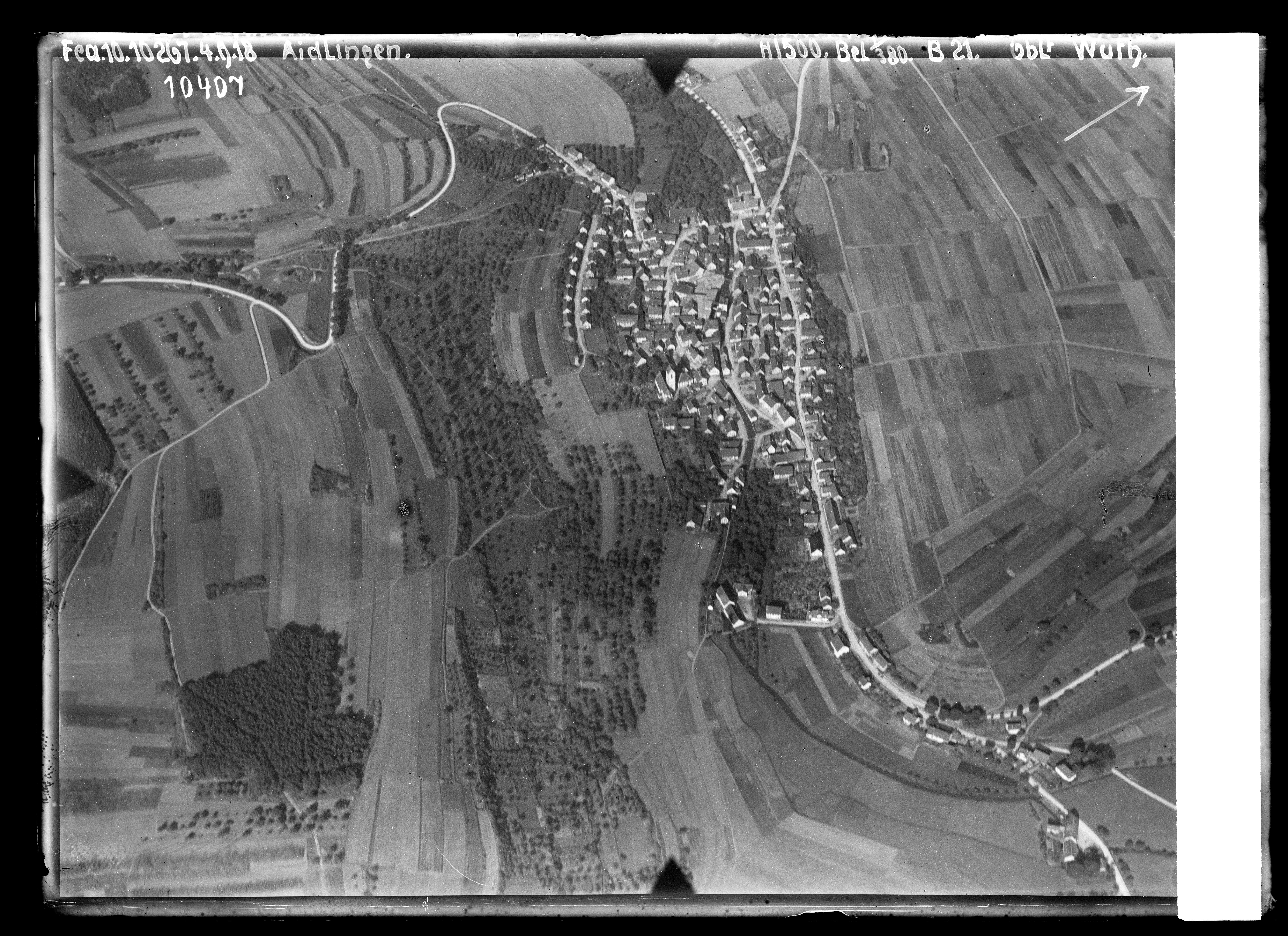
Luftbild von Aidlingen, 1918

Bei der Umsetzung der neuen Verwaltungsgliederung im seit 1806 bestehenden Königreich Württemberg blieb Aidlingen weiterhin dem Oberamt Böblingen zugeordnet.
Um 1850 trieben die Einwohner meist Feldbau und daneben noch Tuchmacherei, Handspinnen sowie Korbflechten. Fünf von der Aid getriebene Mühlen, eine Bierbrauerei und eine mechanische Wollspinnerei vertraten Gewerbe und Industrie.
Charakteristisch sind das klassizistische ehemalige Rathaus von 1853 und der gegenüberliegende reiche Fachwerkbau des Gasthofes „Adler“ von 1705. Das heutige Rathaus wurde 1866 als Wohn- und Geschäftshaus für Arzt, Apotheke und Lehrer gebaut.
Seit 1927 ist auch ein Diakonissenmutterhaus des Christlichen Vereins für Frauen und Mädchen mit Bibel- und Haushaltungsschule ansässig.
Die Verwaltungsreform während der NS-Zeit in Württemberg führte 1938 zur Zugehörigkeit zum Landkreis Böblingen.

### Nachkriegszeit bis heute
Nach dem Zweiten Weltkrieg fiel Aidlingen in die Amerikanische Besatzungszone und kam somit 1945 zum neu gegründeten Land Württemberg-Baden, welches 1952 im Land Baden-Württemberg aufging.
In den Nachkriegsjahren 1949/50 errichtete die katholische Kirchengemeinde eine Kirche am Sonnenberg. Auch entstanden im Osten an der Straße nach Böblingen die Baugebiete „Ostheim“ (1955) und „Kirschhalde“ (1959–1960), zu denen sich 1966 bis 1976 das Baugebiet „Sonnenberg“, nördlich des alten Ortskerns gesellte. Im Westen erfolgten die Ortserweiterungen „Buchhalde“ und „Gewanne“, an die sich ein kleines Gewerbegebiet anschloss.

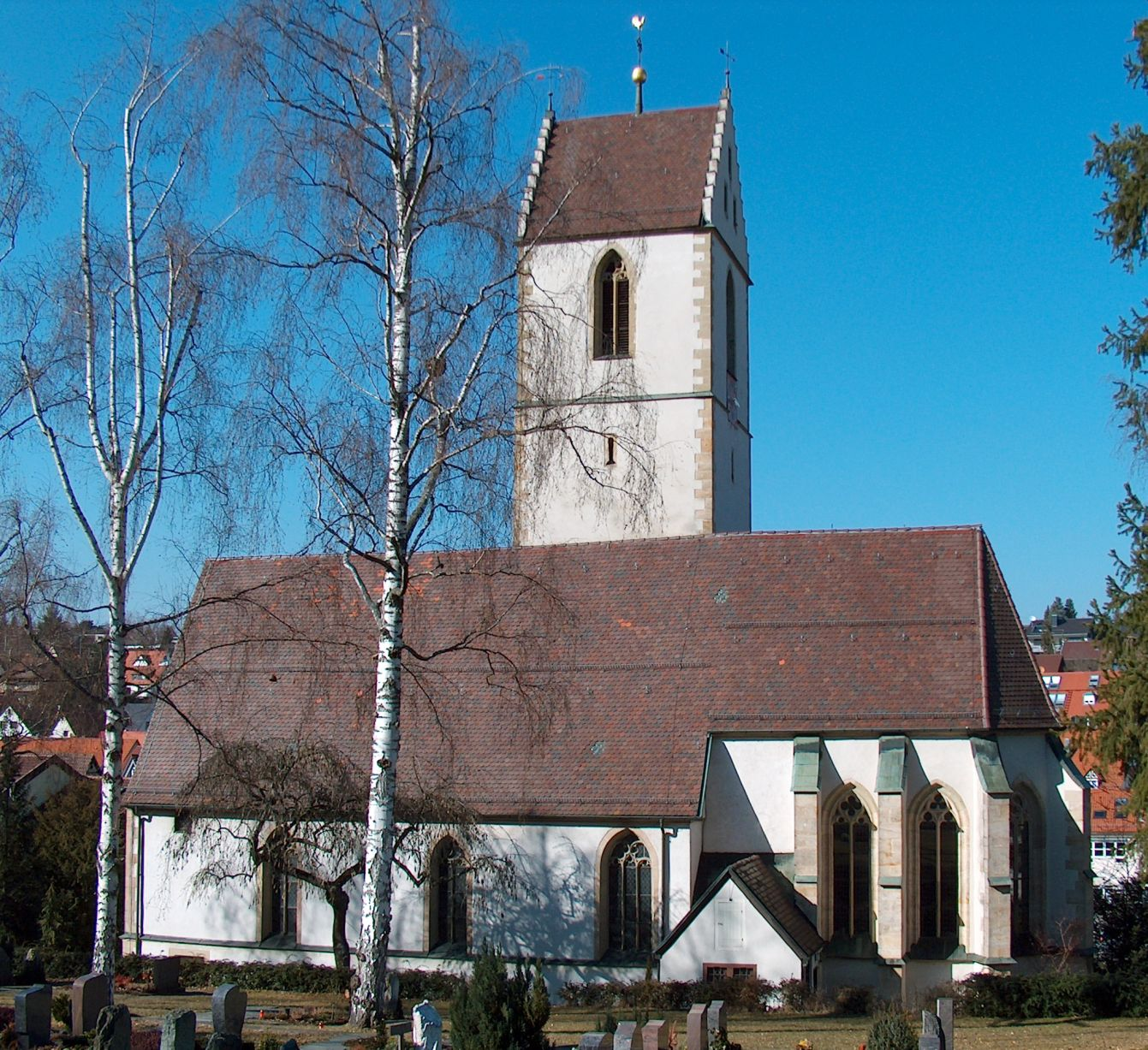
Die Nikolaikirche in Aidlingen

Diese Entwicklung machte den weiteren Ausbau der öffentlichen Einrichtungen notwendig. Es wurden sowohl neue Kindergärten (Aidlingen und Lehenweiler 1970 und 1972) als auch Schulen gebaut (Buchhaldenschule 1952, Sonnenbergschule 1971). Es erfolgte 1966–1970 die Restkanalisation der Gemeinde (Sammelkläranlage im Würmtal) und seit 1971 eine Erweiterung der Wasserversorgung (neue Wasserfassung, Hochbehälter und Verbindungsleitungen). Weitere öffentliche Einrichtungen waren eine Leichenhalle (1966), Feuerwehrhaus (1968), Sonnenberghalle (1972) und Buchhalden-Sporthalle (1980) mit erweiterter Sportanlage „Vogelherdle“ (1976 bis 1978)
Großräumige Landschafts- und Naturschutzgebiete sorgen für die Erhaltung der charakteristischen Landschaft des Schlehen- und Heckengäus.

### Eingemeindungen
Im Zuge der Gebietsreform in Baden-Württemberg wurde am 1. September 1971 die Gemeinde Dachtel nach Aidlingen eingegliedert, am 1. Dezember 1971 erfolgte die Eingliederung Deufringens.

### Einwohnerentwicklung
Es handelt sich um Einwohnerzahlen nach dem jeweiligen Gebietsstand. Die Zahlen sind Volkszählungsergebnisse (¹) oder amtliche Fortschreibungen des Statistischen Landesamtes Baden-Württemberg (nur Hauptwohnsitze).
| Jahr               | 0Einwohner0 |
| ------------------ | ----------- |
| 1. Dezember 1871 ¹ | 2.637       |
| 1. Dezember 1880 ¹ | 2.766       |
| 1. Dezember 1890 ¹ | 2.598       |
| 1. Dezember 1900 ¹ | 2.470       |
| 1. Dezember 1910 ¹ | 2.388       |
| 16. Juni 1925 ¹    | 2.279       |
| 16. Juni 1933 ¹    | 2.320       |

| Jahr                 | 0Einwohner0 |
| -------------------- | ----------- |
| 17. Mai 1939 ¹       | 2.333       |
| 13. September 1950 ¹ | 3.419       |
| 6. Juni 1961 ¹       | 3.804       |
| 27. Mai 1970 ¹       | 5.420       |
| 31. Dezember 1980    | 7.732       |
| 27. Mai 1987 ¹       | 7.754       |
| 31. Dezember 1990    | 8.309       |

| Jahr*                  | Einwohner |
| ---------------------- | --------- |
| 1995                   | 8.920     |
| 2000                   | 9.136     |
| 2005                   | 9.242     |
| 2010                   | 9.033     |
| 2015                   | 8.843     |
| 2020                   | 9.233     |
| * jeweils 31. Dezember |           |

### Konfessionsstatistik
Am 31. Dezember 2018 waren von den Einwohnern 3696 (40,79 %) Mitglied der evangelischen Kirche, 1803 (19,92 %) der
römisch-katholischen Kirche und 3561 (39,30 %) hatten eine sonstige Religion oder keine Religionszugehörigkeit.

## Politik

### Gemeinderat
In Aidlingen wird der Gemeinderat nach dem Verfahren der unechten Teilortswahl gewählt. Dabei kann sich die Zahl der Gemeinderäte durch Überhangmandate (Ausgleichssitze) verändern. Der Gemeinderat in Aidlingen besteht aus den 21 (vorher 23) gewählten ehrenamtlichen Gemeinderäten und dem Bürgermeister als Vorsitzendem. Der Bürgermeister ist im Gemeinderat stimmberechtigt.
Die Kommunalwahl am 9. Juni 2024 führte zu folgendem Endergebnis.
| Parteien und Wählergemeinschaften | Parteien und Wählergemeinschaften           | % 2024  | Sitze 2024 | % 2019  | Sitze 2019 | Kommunalwahl 2024 %403020100 38,30 %21,57 %15,55 %5,61 %12,65 %6,31 % CDUFWGrüneSPDFreieFDPGewinne und Verlusteim Vergleich zu 2019 %p 8 6 4 2 0 −2 −4 −6 −8+7,56 %p−2,66 %p−7,20 %p−4,43 %p+5,38 %p+1,33 %pCDUFWGrüneSPDFreieFDP |
| CDU                               | Christlich Demokratische Union Deutschlands | 38,30   | 8          | 30,74   | 7          | Kommunalwahl 2024 %403020100 38,30 %21,57 %15,55 %5,61 %12,65 %6,31 % CDUFWGrüneSPDFreieFDPGewinne und Verlusteim Vergleich zu 2019 %p 8 6 4 2 0 −2 −4 −6 −8+7,56 %p−2,66 %p−7,20 %p−4,43 %p+5,38 %p+1,33 %pCDUFWGrüneSPDFreieFDP |
| FW                                | Freie Wähler                                | 21,57   | 5          | 24,23   | 6          | Kommunalwahl 2024 %403020100 38,30 %21,57 %15,55 %5,61 %12,65 %6,31 % CDUFWGrüneSPDFreieFDPGewinne und Verlusteim Vergleich zu 2019 %p 8 6 4 2 0 −2 −4 −6 −8+7,56 %p−2,66 %p−7,20 %p−4,43 %p+5,38 %p+1,33 %pCDUFWGrüneSPDFreieFDP |
| GRÜNE                             | Bündnis 90/Die Grünen                       | 15,55   | 3          | 22,75   | 5          | Kommunalwahl 2024 %403020100 38,30 %21,57 %15,55 %5,61 %12,65 %6,31 % CDUFWGrüneSPDFreieFDPGewinne und Verlusteim Vergleich zu 2019 %p 8 6 4 2 0 −2 −4 −6 −8+7,56 %p−2,66 %p−7,20 %p−4,43 %p+5,38 %p+1,33 %pCDUFWGrüneSPDFreieFDP |
| SPD                               | Sozialdemokratische Partei Deutschlands     | 5,61    | 1          | 10,04   | 2          | Kommunalwahl 2024 %403020100 38,30 %21,57 %15,55 %5,61 %12,65 %6,31 % CDUFWGrüneSPDFreieFDPGewinne und Verlusteim Vergleich zu 2019 %p 8 6 4 2 0 −2 −4 −6 −8+7,56 %p−2,66 %p−7,20 %p−4,43 %p+5,38 %p+1,33 %pCDUFWGrüneSPDFreieFDP |
| Freie                             | Die Freien                                  | 12,65   | 3          | 7,27    | 2          | Kommunalwahl 2024 %403020100 38,30 %21,57 %15,55 %5,61 %12,65 %6,31 % CDUFWGrüneSPDFreieFDPGewinne und Verlusteim Vergleich zu 2019 %p 8 6 4 2 0 −2 −4 −6 −8+7,56 %p−2,66 %p−7,20 %p−4,43 %p+5,38 %p+1,33 %pCDUFWGrüneSPDFreieFDP |
| FDP                               | Freie Demokratische Partei                  | 6,31    | 1          | 4,98    | 1          | Kommunalwahl 2024 %403020100 38,30 %21,57 %15,55 %5,61 %12,65 %6,31 % CDUFWGrüneSPDFreieFDPGewinne und Verlusteim Vergleich zu 2019 %p 8 6 4 2 0 −2 −4 −6 −8+7,56 %p−2,66 %p−7,20 %p−4,43 %p+5,38 %p+1,33 %pCDUFWGrüneSPDFreieFDP |
| gesamt                            | gesamt                                      | 100,0   | 21         | 100,0   | 23         | Kommunalwahl 2024 %403020100 38,30 %21,57 %15,55 %5,61 %12,65 %6,31 % CDUFWGrüneSPDFreieFDPGewinne und Verlusteim Vergleich zu 2019 %p 8 6 4 2 0 −2 −4 −6 −8+7,56 %p−2,66 %p−7,20 %p−4,43 %p+5,38 %p+1,33 %pCDUFWGrüneSPDFreieFDP |
| Wahlbeteiligung                   | Wahlbeteiligung                             | 66,26 % | 66,26 %    | 66,05 % | 66,05 %    | Kommunalwahl 2024 %403020100 38,30 %21,57 %15,55 %5,61 %12,65 %6,31 % CDUFWGrüneSPDFreieFDPGewinne und Verlusteim Vergleich zu 2019 %p 8 6 4 2 0 −2 −4 −6 −8+7,56 %p−2,66 %p−7,20 %p−4,43 %p+5,38 %p+1,33 %pCDUFWGrüneSPDFreieFDP |

### Bürgermeister
- 1919–1940: Albert Kiedaisch
- 1940–1945: Ernst Theodor Link
- 1945–1948: Georg Schuller
- 1948–1963: Hans Pflüger
- 1964–2000: Martin Häge (1935–2023)[10]
- 2000–2024: Ekkehard Fauth[11]
- seit 2024: Helena Österle[12]

### Wappen
Die Gemeindefarben sind Blau und Weiß (Silber).
| Wappen der Gemeinde Aidlingen | Blasonierung: „In Silber (Weiß) ein blauer Reichsapfel (Fleckenzeichen) mit goldenem (gelbem) Beschlag und blauem Kreuz mit Tatzenenden.“ |
| Wappen der Gemeinde Aidlingen | Wappenbegründung: Für Aidlingen ist seit 1609 ein Fleckenzeichen belegt, das die Gestalt eines Reichsapfels hat. Es ist auch in einem Gemeindesiegel des 19. Jahrhunderts und in einem Schultheißenamtssiegel für 1923 nachgewiesen. Auf Drängen des Oberamts Böblingen nahm der Gemeinderat am 20. Dezember 1929 ein Wappen an, das in einem von Silber (Weiß) und Blau geteilten Schild oben einen blauen Reichsapfel, unten schräg gekreuzt eine silberne (weiße) Sense und einen silbernen (weißen) Rechen aufwies. Nachdem sich der landwirtschaftliche Charakter, auf den diese Figuren hinwiesen, gewandelt hatte, legte die 1971 durch Eingliederung zweier Orte vergrößerte Gemeinde das eingangs beschriebene Wappen fest. Das Wappen wurde der Gemeinde – gemeinsam mit der Flagge – am 12. Januar 1973 vom Innenministerium verliehen. |

## Wirtschaft und Infrastruktur

### Bildungseinrichtungen
Neben der Sonnenberg-Werkrealschule gibt es zwei Grundschulen im Ort, in Aidlingen die Buchhalden-Grundschule, die die Aidlinger und Lehenweiler Schüler besuchen und in Deufringen die Schallenberg-Grundschule, die die Kinder aus Deufringen und Dachtel besuchen.

### Verkehr
Aidlingen ist über Kreisstraßen mit dem überregionalen Straßennetz verbunden, siehe Liste der Kreisstraßen im Landkreis Böblingen. Die Buslinie 763 verbindet den Ort mit Sindelfingen, Böblingen und Calw. Seit dem 11. Dezember 2016 gibt es die Buslinie 764 für einen direkten Anschluss an den Bahnhof Ehningen und zur S-Bahn-Linie S1 Richtung Stuttgart.
Die nächste Autobahnanschlussstelle ist Ehningen an der Bundesautobahn 81 Stuttgart – Singen in 6 km Entfernung.

## Kultur und Sehenswürdigkeiten

### Sehenswürdigkeiten
- Die Nikolaikirche in Aidlingen wurde 1275 erstmals erwähnt und erhielt um 1470 eine Chor-Seitenturmanlage von Aberlin Jörg. Zu den Kunstschätzen der Kirche zählt das spätgotische Chorgestühl mit Heiligenbüsten um 1510
- Die Vituskirche im Ortsteil Deufringen mit wertvollen Ausmalungen und Sakramentshaus. Sie erhielt ihre heutige Struktur im Rahmen einer Erweiterung im Jahr 1790, die mit einem völligen Umbau des um 1500 erbauten Gotteshauses einherging. Reste der romanischen Vorgängerkapelle finden sich im unteren Teil des Kirchturmes.[15]
- Das im 14. Jahrhundert erbaute Schloss Deufringen im Ortsteil Deufringen
- Das Naturschutzgebiet Venusberg, eine Landschaft für Spaziergänger und Wanderer. (Daher der Slogan Aidlingens: „Die Perle des Heckengäus!“)
- Das Heimatmuseum im 1827 erbauten Schul- und Rathaus Dachtel zeigt verschiedene Exponate des ländlichen Lebens in früheren Jahrhunderten
- Das Heimatmuseum im Hopfenhaus Aidlingen thematisiert ebenfalls das ländliche Leben in vorgenannter Zeit und verfügt über eine Ausstellung der Heimatvertriebenen.[16]

### Kultur
- Zur Fasnetszeit gibt es jährlich einen „Fasnetumzug“ der Aidbachhexen Aidlingen e.v. mit anschließender Hexennacht in der Sonnenberghalle.
- Die seit 2004 jährlich im September stattfindenden Aidlinger Heckengäu Wochen.
- Alle 2 Jahre findet der Heckengäutag statt
- Seit 1994 werden die Aidlinger JazzTage mit mittlerweile über 100 Konzerten durchgeführt.[17]

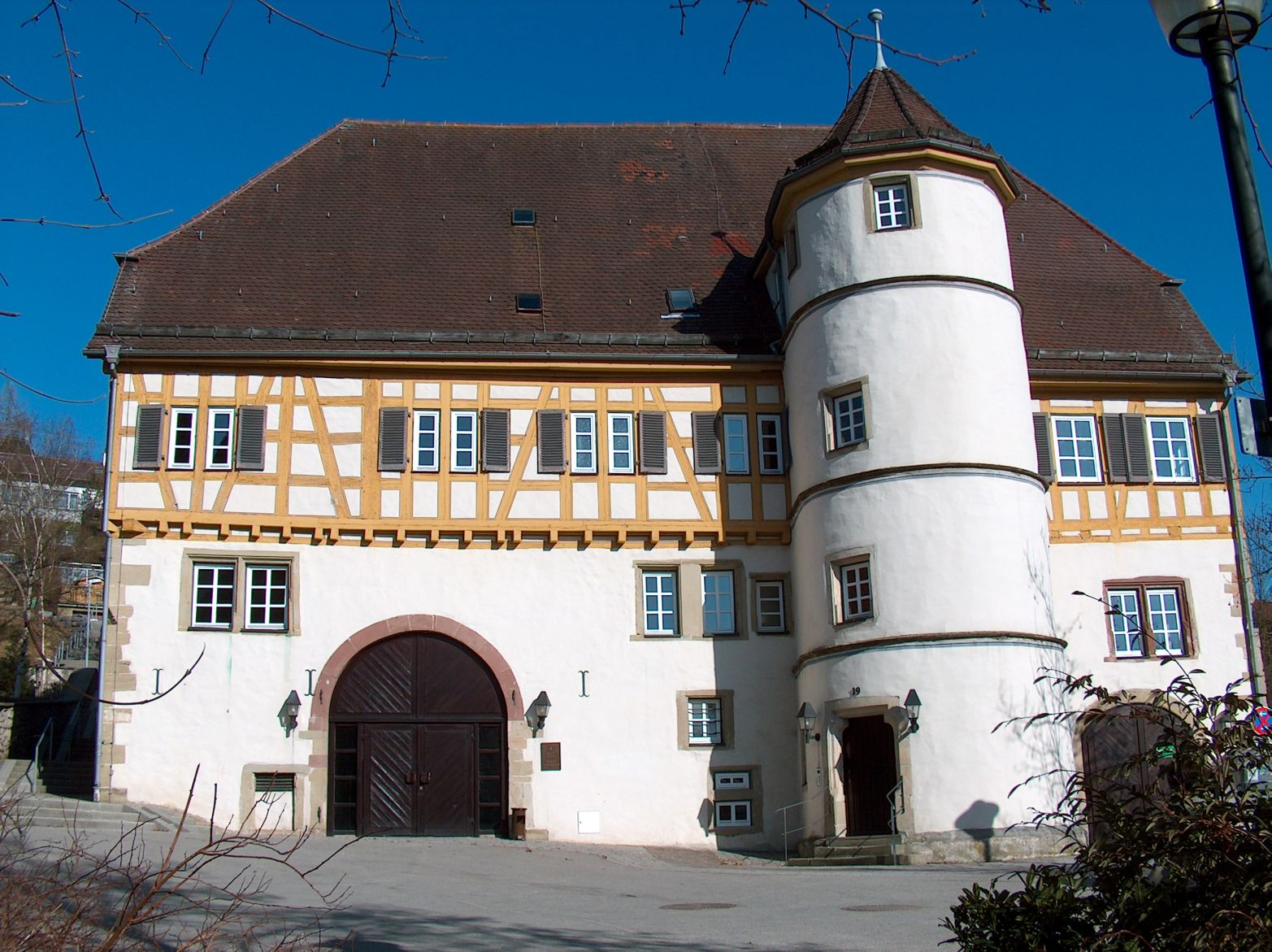
Das Schloss in Deufringen

### Sport
- SpVgg Aidlingen
- FSV Deufringen
- Karatedôjô panta rhei

## Söhne und Töchter der Gemeinde
- Willy Eiselen (1896–1981), Unternehmer und Mäzen
- Karl Heß (1911–1997), geb. in Lehenweiler, Landrat des Landkreises Böblingen 1953–1973
- Ulrike Flender (* 1982), erste Panavia-Tornado-Kampfpilotin

## Weitere Persönlichkeiten
- Wilhelm Ludwig Hosch (1750–1811), pietistischer Theologe und Kirchenlieddichter
- Harald Pfeiffer (* 1972), Politiker, aufgewachsen im Ortsteil Deufringen
- Wilhelm Friedle (1889–1935), Betriebsdirektor Mercedes-Benz-Werk Sindelfingen
- Maurice Schmidt (* 1999), Paralympicssieger im Rollstuhlfechten (Startklasse A)